# Júlia Serviana Paulina
Júlia Serviana Paulina (en llatí Julia Serviana Paulina) va ser una dama romana del segle ii.
Era filla de Juli Servià i de la seva dona Èlia Domícia Paulina, uns trenta anys més jove que el seu marit i la germana gran de l'emperador Hadrià. Es va casar amb Tiberi Claudi Salinàtor Fusc i va ser mare de Gneu Pedani Salinàtor Fusc, que segons Cassi Dió, durant un temps era considerat el successor i hereu d'Hadrià.
El seu pare, Juli Servià, havia estat cònsol tres vegades, sota tres emperadors diferents: cònsol sufecte l'any 90 sota l'emperador Domicià, cònsol sota Trajà l'any 102 i després el 134 sota Hadrià, el seu cunyat.
Va néixer cap a l'any 106 o 107, a la primera part del regnat de Trajà. El seu marit, Tiberi Claudi Salinàtor, era un senador d'origen hispànic, amic i protegit de Plini el Jove, que els va enviar una carta felicitant-los pel matrimoni.
No se sap quan va morir, però segurament cap al final del regnat del seu oncle, i també el seu marit. Cap al final de la seva vida, Hadrià havia pensat en nomenar successor a Juli Servià, però va veure que era massa vell, ja que tenia uns 90 anys, i va pensar en el fill de Júlia Serviana, Gneu Pedani Salinàtor Fusc, un home llavors molt jove, com a possible hereu. Però l'any 136 Hadrià va adoptar Luci Ceioni Còmmode, que va prendre el nom de Luci Eli Cèsar. Hadrià va obligar a Juli Servià i a Gneu Pedani Salinàtor a suïcidar-se, perquè no poguessin fer cap reclamació al tron.